# تاريخ التقانة الحيوية

## قبل الميلاد

### 2500 ق م
اكتشف الطبيب الاغريقي ابقراط ان لحاء شجر الصفصاف يزيل الم الصداع وبعض الالام الأخرى وقد استغرق اكتشاف المادة التي تسكن الالم قرونا طويلة

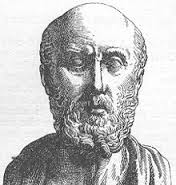
ابقراط

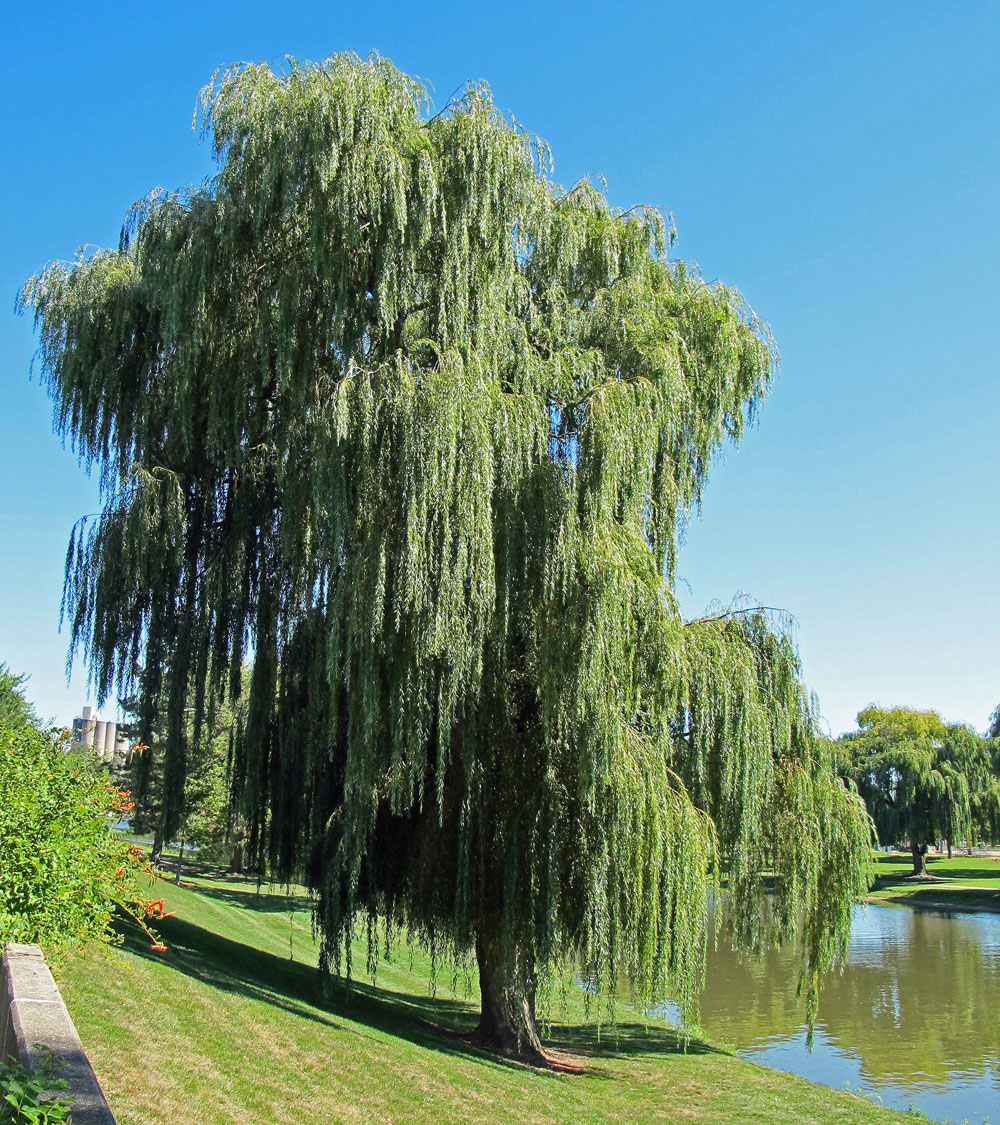
شجرة الصفصاف

### العصور الرومانية القديمة
استعمل الجنود الرومان الاطراف الصناعية بديل عن التي كانوا يفقدونها بالحرب

## بعد الميلاد

### 1608
اكتشف الهولندي زاكرياس المجهر

### 1665
العالم الإنجليزي روبرت هوك يدرس اشياء تحت المجهر ويكتشف ان الكائنات الحية تتكون من خلايا.

### 1822
مولد غريغور مندل ويعد مندل أحد أشهر علماء الوراثة

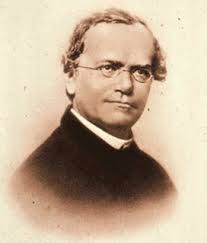
غريغور مندل

### 1831
يكتشف عالم النبات الإسكتلندي روبرت براون ان بداخل الخلايا شيئا دقيقا جدا سمي بالنواة

### 1838
يوضح عالم النبات الألماني ماتياس شليدن ان النبات مثل الحيوان يتكون من خلايا.
يشاهد العالم السويسري كارل فون ناجيلي شرائح دقيقة في الخلية اسماها الكروسومات.

### 1842
استخدم التخدير الكامل لأول مرة في العمليات الجراحية بهدف ابقاء المريض فاقدًا للوعي وعدم شعوره بالالم

### 1859
نشر العالم تشارلز دارون كتابه المشهور «اصل الانواع» والذي اوضح فيه امكانية تغير مواصفات الكائنات الحية عبر السنين لتتاقلم مع تطور البيئة.

### 1865
نشر العالم غريغور مندل نظريته التي بها بكيفية نمو الكائنات الحية

### 1899
الشركة الألمانية باير تبدا في إنتاج الاسبرين كعقار لتخفيف الالام بعد ان استطاعت ان تحدد المادة التي تخفف الالم في شجر الصفصاف.

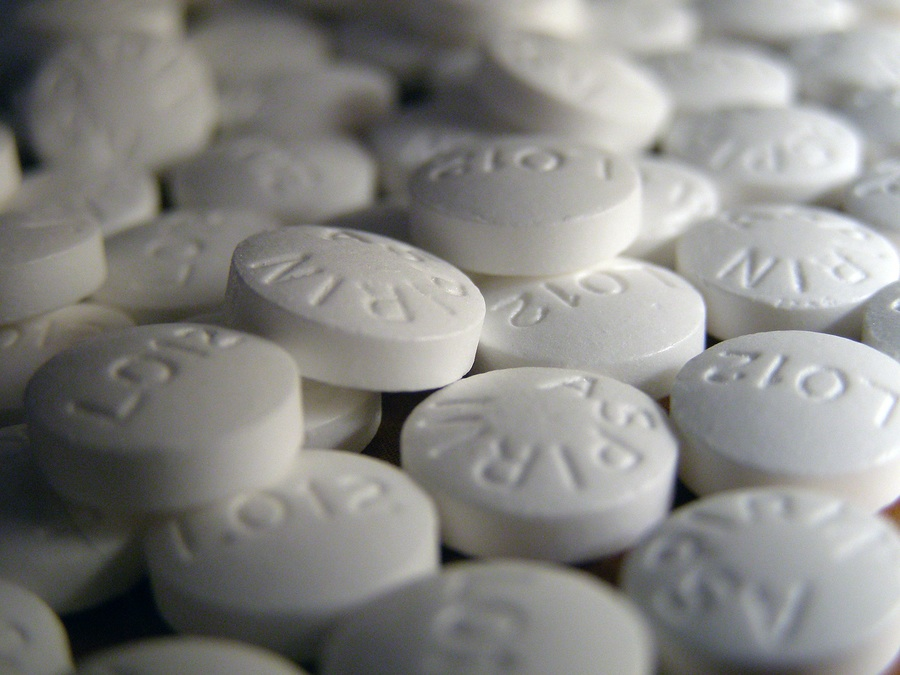
الأسبرين

## بعد عام 1900

### 1907
العالم الأمريكي توماس هنت مورجان انتهى من وضع أول خارطة للكروسوم عارضا جينات ذبابة الفاكهة.

### 1932
تم أستخدام شعاع جزيئات الإلكترون في الميكروسكوب الالكتروني، بدلا من شعاع الضوء العادي مما يساعد على الحصول على الحصول على صورة أكبر وأوضح.

### 1953
عرض الأمريكي جيمس واطسون والبيريطاني فرانسيس كريك الشكل اللولبي للحامض النووي DNA , وهو الحامل للشفرة الوراثية الموجودة لدى كل الكائنات الحية.

### 1954
قام فريق رفع الاثقال الروسي باستخدام عقاقير تساعدهم في بناء عضلاتهم بسرعة بديل التدريبات العادية.

### 1960
أول عملية زرع أعضاء تمت بمعرفة د.كريستيان برنارد في جنوب أفريقيا وقد اظهرت هذه العملية المشكلات التي يمكن ان تحدثها اجهزة الدفاع الطبيعية ضد الاجسام الغريبة.
تحضير محاصيل عديدة لتصبح مقاومة للآفات، والذي سمي بالثروة الخضراء حيث سيطرت المبيدات على تكاثر الحشرات، لكن العديد من النباتات اسنطاعت تطوير نفسها بعد عدة سنوات.

### 1968/1960
بدءت فحوص الكشف عن العقاقير المنشطة مع بدء فعاليات دورة الألعاب الأولومبية بالمكسيك

### 1973
اجرى الباحثان الأمريكيان هربرت وستانلي تجربة حول إعادة دمج الحامض النووي حيث اخذا اقساما من عدة أنواع من DNA البكتيريا وادمجوها مع بعضها في شكل جديد

### 1975
بدا فحوص كشف عقاقير بناء العضلات.

### 1980
أول براءة اختراع تمنح لكائن حي، كان صغيرا جدا وكان يلتهم نفايات البترول المتسربة لمياه البحر.

### 1981
تم نقل جين من حيوان إلى حيوان آخر من فصيلة مختلفة.

### 1988
تم استحداث نوع جديد من الفئران بغرض استخدامه في الابحاث العلمية

### 1990
اسخدام الجينات في علاج فتاة مصابة بضعف في جهاز المناعة، عن طريق حقنها بـ حمض نووي ريبوزي منقوص الأكسجين سليمة بما يمنح جسمها القدرة على مقاومة الامراض.
بدات منظمة الجينيوم البشري عملها، حيث عمل عدد من الباحثين من جميع انحاء العالم على وضع خارطة للجينيوم البشري

### 1992
انتج مزارعون صينيون انواعا من التبغ المعدل وراثيا مما جعل مقاومته للامراض اعلى

### 1994
اُنتج في الولايات المتحدة نوع من الطماطم لا يفسد بسرعة مثل العادية ومنذ ذلك الحين بدا إنتاج الطعام المعدل وراثيَا ويعد الذرة والفول من أكثر الاطعمة المعدلة وراثيًا
أول محاولة لسرقة جينات، حيث حاول اثنان سرقة خلايا، وكانت هذه الخلايا تحمل جينات تساعد في احداث فشل كلوي للإنسان

### 1996
قام فريق من الباحثين في اسكتلندا من استنساخ نعجة، عرفت فيما بعد بـ دوللي وهي تعد أول الثديات المستنسخة.
نشر جينيوم الخميرة الذي يعد أكثر الجينات تعقيدا وعرف بعد ذلك باسم هوجو.

### 1998
قام بعض العلماء في أحد المعامل في هاواي باستنساخ كثير من الفئران وكذلك استنسخوا نسخا من النسخ ويستطيع هذا المعمل الذي يشبه المصنع من استنساخ 200 فارا في اليوم.

## بعد عام 2000

### 2000
تم نشر أول مسودة للجينيوم البشري
زرع لبيتر هجتون قلب مزود ببطارية تورببينية ويعتبر هجتون أول إنسان يزرع له قلب

### 2001
تم تاسيس بنك التراث الجيني بغرض حفظ جينات الانواع النادرة والمهددة بالانقراض

### 2005
اكتمال وضع الخريطة الجينية للجنس البشري بعد وضع مسودتها عام 2000 علي يد منظمة الجينيوم البشري بعد رحلة عمل استمرت 15سنة من اكتوبر1990.